# L'ombra di Stalin
L'ombra di Stalin (Mr Jones) è un film del 2019 diretto da Agnieszka Holland.
Il film è ispirato alla vicende del giornalista gallese Gareth Jones. Il film è stato selezionato fra le opere in concorso nella 69ª edizione del Festival internazionale del cinema di Berlino, dove è stato presentato in prima visione mondiale il 10 febbraio 2019.

## Trama
Gareth Jones, un giovane giornalista gallese, è interessato all'utopia della modernizzazione dell'Unione Sovietica sotto la guida di Stalin. Lasciato il suo incarico di consulente del governo di Lloyd George, decide di andare a Mosca per intervistare Stalin. Qui incontra la giornalista Ada Brooks, che gli apre gli occhi sulla verità del regime sovietico. Venuto a conoscenza delle voci di una carestia in Ucraina tenuta nascosta dalla censura, riesce ad eludere la sorveglianza delle autorità sovietiche e a viaggiare clandestinamente attraverso l'Ucraina, dove è testimone di una situazione drammatica, di cui il mondo è all'oscuro.
Tornato a Londra, Jones pubblica nel 1933 un articolo sugli orrori di cui è stato testimone, ma si scontra con la propaganda sovietica nel Regno Unito e negli Stati Uniti, sostenuta dal giornalista americano Walter Duranty, vincitore del premio Pulitzer. Nonostante le difficoltà incontrate nell'affermare la verità e le ripetute minacce di morte ricevute, Gareth Jones ispirerà coi suoi racconti il giovane George Orwell nel suo celebre libro La fattoria degli animali.